# Cuivre alcalin quaternaire
Le cuivre alcalin quartenaire (abrégé CAQ), (en anglais, Alkaline Copper Quaternary, abrégé ACQ), est une méthode de préservation du bois à base d’eau récemment introduite dans les pays où il existe une demande pour des solutions de remplacement de l’arséniate de cuivre chromé (ACC-CCA). Le traitement consiste en d'ions cuivre, un bactéricide et un fongicide rendant le bois résistant aux attaques biologiques, et un composé d'ammonium quaternaire (quat) agissant comme biocide, augmentant la tolérance du bois traité aux bactéries et aux champignons résistants au cuivre, et aussi agissant comme un insecticide.
Le CAQ est entré dans une large utilisation aux États-Unis, au Canada, en Europe, au Japon et en Australie à la suite de restrictions imposées à la CCA, le CAQ étant considéré comme un agent de préservation « plus vert » et une option plus durable. Son utilisation est régie par des normes[Lesquelles ?] nationales et internationales qui déterminent le volume d'absorption de conservateur requis pour une utilisation finale spécifique du bois. Il est appliqué par imprégnation industrielle sous vide dans une usine de traitement du bois
Comme il s'agit d'une alternative à l'ACC, le CAQ peut être utilisé pour les bois de faiblement à extrêmement exposés aux intempéries. Les concentrations utilisées augmentent avec les niveaux d'exposition attendus du bois. Le traitement donne une teinte verte reconnaissable au bois, bien que du pigment puisse être introduit au cours du processus de traitement pour colorer le bois dans des tons de brun et de vert. Le bois traité au CAQ peut être peint, mais cela n'est pas nécessaire.
Aux États-Unis et dans d’autres pays, le CAQ est homologué pour les bois d’œuvre, les poteaux de clôture, les poteaux de structure des bâtiments et édifices, les pilotis d'eau douce et marins, les digues, les terrasses, les bardeaux de bois et autres structures en bois.
Tous les traitements CAQ accélèrent la corrosion des attaches métalliques par rapport au bois non traité. Des fixations en acier galvanisé à chaud, en cuivre ou en acier inoxydable doivent être utilisées.
Chemical Specialties, Inc (CSI, aujourd’hui Viance) a reçu en 2002 le Presidential Green Chemistry Challenge Award de la US Environmental Protection Agency pour l'introduction commerciale du CAQ. L'utilisation répandue de ce produit de préservation du bois dans certains pays a éliminé l'exigence d'arsenic et de chrome contenus dans le CCA.